# Parafia Matki Bożej Częstochowskiej w Gwizdałach
Parafia Matki Bożej Częstochowskiej w Gwizdałach – parafia rzymskokatolicka należąca do dekanatu jadowskiego, diecezji warszawsko-praskiej, metropolii warszawskiej Kościoła katolickiego. Erygowana w 1998 roku. Prowadzili ją do czerwca 2021 księża sercanie biali. 
Od 1 lipca 2021 proboszczem parafii jest ks. Grzegorz Grzymkiewicz – duchowny diecezjalny.

## Obszar parafii

### Miejscowości
W granicach parafii znajdują się miejscowości: Gwizdały, Kaczeniec, Kaliska, Łazy, Pogorzelec.

## Cmentarz
Parafia zarządza powstałym w 2001 roku, cmentarzem parafialnym w Gwizdałach.